# Aktaş (Niğde)
Aktaş (türkisch Weißer Felsen, früher Andaval, antiker Name Andabilis) ist eine Gemeinde im zentralen Landkreis der türkischen Provinz Niğde.
Aktaş liegt im Süden des Landkreises etwa zehn Kilometer nordöstlich der Kreis- und Provinzhauptstadt Niğde, im Süden der Landschaft Kappadokien. Der Ort liegt an den westlichen Ausläufern des Berges Kösedilin Dağı.
Bei Aktaş liegen die Ruinen der ehemals dreischiffigen Konstantinsbasilika. Darin verbaut wurde die späthethitische Stele von Andaval gefunden.